# No Easy Way Out
No Easy Way Out è il primo album di Robert Tepper, uscito nel 1986.
La title track è sicuramente la traccia più famosa e una delle più celebri del compositore, soprattutto perché inserita nella colonna sonora del film Rocky IV.

## Tracce
1. No Easy Way Out – 4:22
2. Angel of the City – 4:31
3. Don't Walk Away – 4:22
4. Your Love Hurts – 4:50
5. Restless World – 4:12
6. Hopeless Romantic – 3:45
7. Soul Survivor – 4:09
8. If That's What You Call Lovin' – 4:12
9. Domination – 3:53